# アジアハイウェイ67号線
アジアハイウェイ67号線（アジアハイウェイ67ごうせん）は、アジアハイウェイ網の路線の一つ。アジアハイウェイ北アジア・中央アジア・南西アジア小地域（サブリージョン）の路線の一つ。総延長は2,288kmである。
アジアハイウェイ5号線通過点の中華人民共和国の新疆ウイグル自治区クイトゥンを起点とし北西方向に延び、タルバガタイ・バクトゥ付近で中国・カザフスタン国境を跨ぐ。
カザフスタンのバクトゥに入ると北西方向に延び、タスケスケンで北上するアジアハイウェイ60号線と合流・分岐し重複区間となる。更にセメイ付近でアジアハイウェイ64号線とも合流・分岐し重複区間となり、北西方向に延びる。
更にパヴロダル付近でアジアハイウェイ60号線と合流・分岐し西南西に延び、シデルティ付近でアジアハイウェイ64号線と合流・分岐して南西に延び、カラガンダでアジアハイウェイ7号線と交差し南西に延びる。最後に終点のジェスカスガンに到達し、アジアハイウェイ62号線と接続する。ジェスカスガンはカザフスタンの国土のほぼ中心に位置する。

## ルート

### 中華人民共和国
区間延長390km
- 奎阿高速道路（中国語版）と奎塔高速道路（中国語版）の重複区間 : クイトゥン（アジアハイウェイ5号線と接続） - カラマイ
- 奎塔高速道路（中国語版） : カラマイ - タルバガタイ
- S221省道 : タルバガタイ - バクトゥ国境検問所 - （カザフスタンへ）

### カザフスタン
区間延長1,144km
- A356道路 : バクトゥ（ロシア語版） - アーズハー（英語版）
- A8道路 : アーズハー - タスケスケン（英語版）（アジアハイウェイ60号線と合流・分岐）
- A350道路 : タスケスケン - カルバタイ（ロシア語版）
- M38道路 : カルバタイ - セメイ（アジアハイウェイ64号線と合流・分岐） - パヴロダル（アジアハイウェイ60号線と合流・分岐）
- A17道路 : パヴロダル - シデルティ（英語版）（アジアハイウェイ64号線と合流・分岐） - カラガンダ（アジアハイウェイ7号線と交差） - ジェスカスガン（アジアハイウェイ62号線と接続）

## 参考資料
- Asian Highway （英語） - 国際連合アジア太平洋経済社会委員会による解説
- Asian Highway Route Map (PDF)  （英語） - 国際連合アジア太平洋経済社会委員会によるルート図
- Asian Highway Handbook (PDF)  （英語） - 国際連合アジア太平洋経済社会委員会
- アジアハイウェイ・プロジェクトの概要 - 国土交通省総合政策局
- アジアハイウェイとは - 国土交通省総合政策局